# Marky Cielo
Mark Angelo Cielo y Cadaweng (Butuán, Agusan del Norte, 12 de mayo de 1988 - Antipolo, Rizal, 7 de diciembre de 2008), más conocido como Marky Cielo, fue un actor, bailarín y cantante filipino, nominado como el primer actor igorote de Filipinas dentro del mundo del espectáculo. Además fue un notable por su victoria de la realidad en la competencia de talento StarStruck (12 de marzo de 2006). Durante sus dos años de carrera, fue capaz de ser una estrella en varios programas de televisión y en una película, en particular Fantastikids (2006), Asian Treasures (2007), Boys Nxt Door (2007), Zaido: Pulis Pangkalawakan (2007-2008), Sine Novela: Kaputol ng Isang Awit (2008), y su rendimiento final, LaLola (2008). Asimismo, expresaron el carácter de Ichigo Kurosaki en el doblaje en filipino del anime Bleach (2007). 

## Filmografía

### Televisión
| Año       | Título                                     | Roles                                          | Network     |
| 2008      | LaLola                                     | Billy Lobregat / Enrico                        | GMA Network |
| 2008      | All Star K                                 | contestant                                     | GMA Network |
| 2008      | Dear Friend                                | Jerome                                         | GMA Network |
| 2008      | Codename: Asero                            | Troy / Agent Beatbox                           | GMA Network |
| 2008      | GMA News and Public Affairs presents Kalam | host                                           | GMA Network |
| 2008      | One Proud Mama                             | featured guest                                 | Q           |
| 2008      | Joaquin Bordado                            | young Joaquin Apacible / young Joaquin Bordado | GMA Network |
| 2008      | Obra                                       | guest star                                     | GMA Network |
| 2008      | Sine Novela: Kaputol Ng Isang Awit         | Eric Valderama                                 | GMA Network |
| 2007-2008 | Zaido: Pulis Pangkalawakan                 | Alexis Lorenzo / Zaido Green / Sigma           | GMA Network |
| 2007      | Asian Treasures                            | Mateo Madrigal                                 | GMA Network |
| 2007      | Boys Nxt Door                              | Buboy / Mario Alberto Almante                  | GMA Network |
| 2007      | Mga Kuwento ni Lola Basyang                | Akong Ekit                                     | GMA Network |
| 2007      | Bleach                                     | Ichigo Kurosaki (voice)                        | GMA Network |
| 2007      | 43rd Binibining Pilipinas Pageant          | judge                                          | GMA Network |
| 2006-2008 | Bubble Gang                                | semi-regular guest                             | GMA Network |
| 2006-2008 | Startalk and Startalk: StruckAttack        | regular guest / host                           | GMA Network |
| 2006-2008 | SOP and SOP Gigsters                       | host / performer                               | GMA Network |
| 2006-2007 | Bakekang                                   | Miguelito "Michael" Dimayacyac                 | GMA Network |
| 2006      | Encantadia: Pag-Ibig Hanggang Wakas        | Arman                                          | GMA Network |
| 2006      | Magpakailanman: Marky Cielo Life Story     | Himself                                        | GMA Network |
| 2006      | Love to Love: Young At Heart               | Joe                                            | GMA Network |
| 2006      | Fantastikids                               | Daniel Trinidad                                | GMA Network |
| 2005-2006 | StarStruck: The Nationwide Invasion        | Ultimate Male Survivor / Sole Survivor         | GMA Network |

### Filmes
| Año  | Título         | Roles |
| 2006 | Till I Met You | Bryan |